# ユアンティ
ユアンティ(Yuan-ti)は、テーブルトークRPG『ダンジョンズ&ドラゴンズ』(D&D)に登場する架空のヒト型爬虫類種族である。ユアンティは太古に蛇神と混血した邪教徒たちの末裔たるヘビ人間で、複数のキャンペーンセッティング(D&Dのゲーム世界)で階級社会を築いている。彼らは恐るべき超能力の使い手である。

## 掲載の経緯
ユアンティは『アドバンスト・ダンジョンズ&ドラゴンズ』（AD&D）の第1版から登場している。

### AD&D 第1版(1977-1988)
ユアンティが初めて登場したのは冒険シナリオ集、『Dwellers of the Forbidden City』(1981、未訳)で、そこで“ピュアブラッド(Purebloods)”、“ハーフブラッド(Halfbreeds)”、そして“アボミネーション(Abominations)”の3階級が登場した。そしてこの3階級は『Monster Manual Ⅱ』(1983、未訳)に掲載された。
『ドラゴン』151号(1989年11月)では“ユアンティの生態”特集が組まれ、歴史や社会とともに、ユアンティの儀式によって変質したモンスター、“ヒスタッチー(Histachii)”が紹介された。

### AD&D 第2版(1989-1999)
AD&D第2版でユアンティの3階級は『Monstrous Compendium VolumeⅠ』(1989、邦題『モンスター・コンベンディウムⅠ』)に登場し、『Monstrous Manual』(1993、未訳)に再掲載された。また、D&Dで東洋風ゲームを扱うオリエンタルアドベンチャーの世界、カラ・トゥアのモンスター集、『Monstrous Compendium Kara-Tur Appendix』(1990、未訳)にはヒスタッチーが登場し、こちらも、『Monstrous Manual』に再掲載された。
超能力を扱ったサプリメント、『The Complete Psionics Handbook』(1991、未訳)でユアンティの超能力のバリエーションが紹介されている。

### D&D 第3版(2000-2002)
D&D第3版では『モンスターマニュアル』(2000)に3階級が登場している。また、『モンスターマニュアルⅢ』(2004)ではドラゴンとユアンティの交配によって生まれたスヴァクラー(Ssvaklor)が登場している。
フォーゴトン・レルムのモンスター集、『Monsters of Faerun』(2001、邦題『フェイルーンのモンスター』)には、ユアンティの儀式で外見を保ちながら蛇人間となった“テインテッド・ワン(Tainted One)”と、この版でのヒスタッチーに該当する“ブルードガード(Broodguard)”が登場した。ピュアブラッドとテインテッド・ワンは『Races of Faerun』(2003、未訳)でプレイヤー用種族として設定された。
モンスター種族をPCとして選べるサプリメント、『Savage Species』(2003、未訳)ではテインテッド・ワンとブルードガードがプレイヤー用種族として登場している。
第3版でリメイクされた『Fiend Folio』(2003、未訳)では“アナテマ(Anathema)”の階級が登場した。
幽霊が棲む街を舞台とした『 Ghostwalk』(2003、未訳)ではテインテッド・ワンとブルードガードが登場した。

### D&D 第3.5版(2003-2007)
D&D第3.5版でも改訂された『モンスターマニュアル』に登場している。
『Expanded Psionics Handbook』(2004、邦題『サイオニクス・ハンドブック』)ではユアンティのサイオニック版が登場した。
フォーゴトン・レルムのサプリメント、『Serpent Kingdoms』(2004、未訳)ではピュアブラッド、テインテッド・ワン、ブルードガードがプレイヤー用種族として登場している。また、この書では“ユアンティの聖なる守護者(Yuan-ti Holy Guardian)”と“ユアンティの魔術師殺し(Yuan-ti Mageslayer)”が登場した。
『Monster Manual Ⅳ』(2006、未訳)には、“アボミネーションの邪教主(Abomination Cult Leader)”、“ハーフブラッドの詐欺師(Halfblood Deceiver)”、“火界のユアンティ(Yuan-ti Ignan)”、そして“ピュアブラッドの抹殺者(Pureblood Slayer)”が登場した。
エベロンのサプリメント、『Secrets of Xen'drik』(2006、邦題『ゼンドリックの秘密』)では、雑魚戦闘員たる“ユアンティ・レッチリング(Yuan-ti Wretchling)”が登場した。

### D&D 第4版(2008-)
D&D第4版では、『モンスター・マニュアル』(2008)、『モンスター・マニュアルⅢ』(2009)に登場している。この版から階級が“マリズン(Malison)”、“アボミネーション(Abomination)”、“アナテマ(Anathema)”の3階級になり、邪悪な蛇神“ゼヒーア(Zehir)”を崇める種族となった。また、ゼヒーアを崇める人間たちの教団、“蛇舌教団(Snaketongue Cultists)”が登場し、これまでの従僕的立場を担うようになった。
第4版によって登場した個体は以下の通りである。
- ユアンティの個体
  - ユアンティ・マリズンの“蛇の目”／Yuan-ti Malison Sharp-eye　(MM1)
  - ユアンティ・マリズンの呪術士／Yuan-ti Malison Incanter　(MM1)
  - ユアンティ・マリズンの“ゼヒーアの使徒”／Yuan-ti Malison Disciple of Zehir　(MM1)
  - ユアンティ・アボミネーション／Yuan-ti Abomination　(MM1)
  - ユアンティ・アナテマ／Yuan-ti Anathema　(MM1)
  - コイル・オヴ・ゼヒーア／Coil of Zehir　(MM3)　※より蛇に近いユアンティ。一族の敬意を受けている。
  - ユアンティ・アボミネーションの狂戦士／Yuan-ti Abomination Berserker　(MM3)
  - ユアンティ・マリズンの衛兵／Yuan-ti Malison Guard　(MM3)
  - ユアンティ・アボミネーションの毒吐き／Yuan-ti Abomination Spitter　(MM3)
  - ユアンティ・マリズンの“祝福されし者”／Yuan-ti Malison Blessed　(MM3)
  - ユアンティ・マリズンの暗殺者／Yuan-ti Malison Assassin　(MM3)
  - ユアンティ・マリズンの追跡者／Yuan-ti Malison Stalker　(MM3)
  - モールト・オヴ・ゼヒーア／Molt of Zehir　(MM3)　※ユアンティの抜け殻に蛇を詰めた雑魚モンスター。
- 蛇舌教団の個体(全て『モンスター・マニュアル』収録)
  - 蛇舌教団の入信者／Snaketongue Initiate
  - 蛇舌教団の狂信者／Snaketongue Zealot
  - 蛇舌教団の戦士／Snaketongue Warrior
  - 蛇舌教団の暗殺者／Snaketongue Assassin
  - 蛇舌教団の司祭／Snaketongue Celebrant

また、エッセンシャルズのモンスター集、『Monster Vault』(2010、未訳)では、上記にある個体の中からユアンティ・マリズンの追跡者、ユアンティ・マリズンの“蛇の目”、ユアンティ・アボミネーションに加えて、“ユアンティ・マリズンの詠唱者／Yuan-ti Malison Chanter”が登場している。

### D&D 第5版(2014-)
D&D第5版では、『モンスター・マニュアル』(2014)にユアンティ・アボミネーション、ユアンティ・マリズン、そしてユアンティ・ピュアブラッドが登場している。
『Volo's Guide to Monsters』(2016、邦題『ヴォーロのモンスター見聞録』)ではユアンティの詳細な設定に加え、アナテマ、ブルードガード、そして以下の個体が登場している。これらはすべてマリズンに属している。
- ユアンティの“心に囁く者”／Yuan-ti Mind whisperer
- ユアンティの“悪夢を囁く者”／Yuan-ti Nightmare speaker
- ユアンティの“穴の長”／Yuan-ti Pit Master

## 種族の特徴
ユアンティは血統による階級によって外見から異なっている。『モンスター・コンベンディウムⅠ』にはユアンティの外見を決めるランダム表すらある。
- ピュアブラッド(Purebloods)

「純血」ほどの意。混血の具合が低いピュアブラッドは人間とほとんど変わりがないが、切れ長の目、二叉の舌、尖った歯、首や四肢にある鱗のよう斑点などに差異が見られる。ピュアブラッドは人間社会に溶け込んでスパイ活動に従事している。
- ハーフブラッド(Halfbreeds)

「半蛇」ほどの意。蛇の頭を持ち鱗で覆われた蛇人間で、個体によっては両腕が蛇であったり、尻尾があったり、下半身も蛇の形態だったりする。こうした特徴はユアンティの部族ごとに一定である。体内から酸や毒を抽出し、超能力によりカメレオンのように自身と装備を周囲に溶け込ますことができる。
- アボミネーション(Abominations)

「忌まわしき者」ほどの意。最も混血が進んだ階級で、大蛇の身体に一対の腕が生えている。アボミネーションはハーフブラッドの能力に加え、蛇のとぐろを使った巻き付き攻撃などもよくする。また、さらなる超能力として、ユアンティや蛇に対する恐怖心を植え付ける精神攻撃を与えることができる。アボミネーションはユアンティの社会では指導者的立場にあり、司祭や精鋭部隊などに従事している。
- テインテッド・ワン(Tainted One)

ユアンティが人間の囚人や信奉者に、自らの血と薬物を混ぜた薬を飲ませて行う儀式に適応した者がテインテッド・ワン(汚されし者)となる。テインテッド・ワンの外見は人間のまま変化がないが、頻繁に唇をなめ回す、シュウシュウと声を立てる、蛇を飼うなどの蛇を思わせる癖がつく。テインテッド・ワンはユアンティと同じく超能力や毒の牙を持つ。彼らも人間社会にスパイとして潜入している。
- ヒスタッチー(Histachii)／ブルードガード(Broodguard)

ブルードガードは「孵化室守護者」ほどの意。いずれもテインテッド・ワンに行った儀式に適応できず、大きく変異してしまった失敗作である。外見は灰色や黄緑色をした爬虫類人で、腐った肉のような体臭を放っている。知性はほとんど失われている。ユアンティはこれらの怪物を自らの孵化室などの警備に当てている。
- ホーリィ・ガーディアン(Holy guardians)／メイジスレイヤー(Mageslayers)

いずれも『Serpent Kingdoms』に登場する珍しい階級。ホーリィ・ガーディアン(「聖なる守護者」)は寺院を警護し、アボミネーションの司祭が求める物品(生贄など)を探しに出る。メイジスレイヤー(「魔術師殺し」)は人間の魔術師の元で戦いや狩りに従事する魔術使いである。ともに外見はアボミネーションに似ている。
- アナテマ(Anathema)

「蛇神に捧げられし者」ほどの意。蛇神の権現として極めて強力なユアンティであり、一族の王として敵にも臣下にも等しく恐れられている。その外見は、巨大なキングコブラの頭部に、何百もの蛇が合体し胴体、手足を形成して一体のユアンティを成している。アナテマはいかなる理由か、いずれは狂気に陥り、臣下のユアンティが廃位し幽閉するまで見境なく虐殺をするようになる。幽閉されたアナテマは聖なる存在として崇められる一方、封印が解け災厄を引き起こすことを恐れられており、生贄を欠かさず供養されている。
- イグナン(Ignan)

イグナン(「火界」ほどの意)は火の元素界もしくは火山などの最も熱い場所に生息するサラマンダーのような珍しいユアンティ。火の呪文を使う強力な個体である。
- レッチリング(Wretchling)

レッチリングは人間から作られた惨めな雑魚で、ユアンティの命で警護や雑兵として用いられる。レッチリングは改造された時に知性を失い、ゼンドリックのジャングルをうろついている。外見は鱗に覆われ鋭い爪を持った人間である。
- マリズン(Malison)

「呪われし者」ほどの意。第4版になって一般的なユアンティの構成員を現す階級として、それまでの版のハーフブラッドを引き継いでいる。

## 社会
ユアンティは“混沌にして悪”の種族であり、敬虔な悪の信奉者である。
ユアンティはジャングルの奥深くにある古い遺跡に生息し、秘密の寺院を築き信仰を絶やさないでいる。彼らの建造物は全体的に丸みを帯び、階段の代わりに棒や傾斜を設けている。寺院は彼らの生活の根幹であり、彼らはその場所をひた隠しにしている。そこには指導者たる司祭たちがおり、血生臭い儀式が行われている。寺院は人間の都市の地下にある場合もあり、人間の信者も出入りしている。
ユアンティは蛇神の元で常に世界征服の謀略を巡らせている。彼らは人間社会に潜入し、信奉者を増やしてその勢力を拡大しようと企てている。
ユアンティは完全な肉食で、特に鳥やヒト型生物の肉を好む。
また、ユアンティは全ての爬虫類に敬意を払っており、同じ蛇人間であるナーガやメドゥーサとは盟約を結ぶことも多い。

### 蛇舌教団
ユアンティは蛇神を崇める人間たちの邪教団を組織し、二級市民として扱っている。彼ら信徒はユアンティを蛇神の使徒として敬い、彼らのために犠牲になることを厭わない。ユアンティは恩恵として、信徒を蛇人間に改造する儀式を施している。

## 信仰
ユアンティは版や背景世界によって様々な蛇神を崇めているが、そのいずれも邪神である。
第3版および3.5版では“混沌にして悪”の邪神マーショールク(Mhairshaulk)を崇めている。グレイホーク、フォーゴトン・レルムの両世界はこれに準拠している。
エベロンでは“中立にして悪”の邪神にして「暗黒六帝」の一柱たるディヴァイラーを崇拝している。彼らはディヴァイラーをいつの日か世界を飲み込む蛇に他ならないと考えている。
第4版になると、闇と毒、暗殺を司り蛇を創造した悪の神、ゼヒーアを信奉するようになる。ユアンティは殺人を尊ぶゼヒーアへの供物として、蛇で満たされた穴に生贄を放り込む。ゼヒーアはプライモーディアル(神々に敵対する古代神霊)に対抗するために、全次元界の絶対的支配者にならんとする野望を抱いており、常に謀略を企てている。他の神々はゼヒーアが神々の敵対者と戦っている間はその存在を監視しつつも黙認している。
第5版では“夜の蛇”デンガー(Dengar)、“巣穴の母”マーショールクとともに、“死の歯擦声”スセス(Seeth)といった神々が列挙されている。翼あるユアンティであるスセスは新しきユアンティ帝国を築くことを誓っており、マーショールクの教団から転向する者が出始めている。
『Volo's Guide to Monsters』に登場する3種類のマリズンはいずれも違う神格に仕えており、“心に囁く者”はスセス、“悪夢を囁く者”はデンガー、“穴の長”はマーショールクに仕えている。外見もそれぞれ、“心に囁く者”は下半身、“悪夢を囁く者”は上半身、“穴の長”は両腕が無数の蛇である。

## D&D世界でのユアンティ

### エベロンでのユアンティ
エベロンでのユアンティの故郷はサローナ大陸である。だが、サローナは夢の次元界からの侵略者クォーリと融合した強化人間インスパイアドに支配され、迫害されたユアンティはアルゴネッセン大陸に逃げ延びた。だが、アルゴネッセンでもドラゴンに迫害され、ゼンドリック大陸に流れ着いた。学者たちはこの迫害によってユアンティが邪悪な種族に変貌してしまったと説く。いずれにせよ、エベロンでもユアンティは一、二を争う邪悪な種族であり、自らの眷属を繁殖させようと人間を浚っては忌まわしい儀式の生贄としている。

また、『ゼンドリックの秘密』では太古にコアトルと血縁を結んだ“秩序にして善”のユアンティ、“シュラスサカール(Shulassakar)”が登場する。彼らはコーヴェア大陸に流れ、タレンタ平原の遺跡都市クレゼントに隠棲している。彼らはコアトル及び正義の神シルヴァー・フレイムを信奉している。『City Of Stormreach』(2008、未訳)ではモンスター及びプレイヤー用種族として設定されている。

### フォーゴトン・レルムでのユアンティ
人類がフェイルーン大陸を支配する遙か前、爬虫類人の始祖たる種族、サッルーフ(Sarrukh)が古代人と蛇を融合させて作ったのがユアンティの始まりである。ユアンティはリザードフォークより知性的でナーガより忠実だったので両者の関係はしばらく良好だったが、ユアンティの社会が成熟するにつれ、サッルーフの影響力も低下した。サッルーフの帝国が持続している最中にユアンティはサッルーフの力を得るために立ち上がり、結局サッルーフは支配者の座から降りた。サッルーフが信奉していた世界蛇の神性は失われ、ユアンティは長らく忘れられていた、より残酷で専制的なマーショールクの神性を崇拝するようになった。
しかしながら、ユアンティはその勢力を拡充するのではなく、人間やデミ・ヒューマンの社会に組織を潜り込ませ、遠大な策謀を練る事にした。マーショールクが信者を無視して、深き眠りについたからである。その後、ネザリル帝国崩壊の最中に、翼の生えたユアンティの1人、ゼッスがマーショールクの化身であると宣言し、新しい帝国を興す事を告げユアンティを統べるようになった。しかし、その後ゼッスもまた深き眠りへと落ちていった。

### グレイホークでのユアンティ
グレイホークの世界において、ユアンティは主としてヘプモナランドの荒廃した都市に居住している。彼らはオルメカ人の蛇神、トラロック(マーショールクとの関係は定かではない)によって作られたと伝わっている。ユアンティが初めて登場した『Dwellers of the Forbidden City』はグレイホーク世界に属する。

## マジック:ザ・ギャザリング
マジック:ザ・ギャザリングでD&D世界を扱った拡張セット、『フォーゴトン・レルム探訪』（2021年）にユアンティは、「ユアンティの毒牙刃」（緑カードのクリーチャー）と、「ユアンティの呪われしもの」（青カードのクリーチャー）が登場している。

## 認可
ユアンティはウィザーズ・オブ・ザ・コースト社が提唱するオープンゲームライセンスの“製品の独自性(Product Identity)”によって保護されており、オープンソースとして使用できない。